# Limonia tigriventris
Limonia tigriventris is een tweevleugelige uit de familie steltmuggen (Limoniidae). De soort komt voor in het Oriëntaals gebied.